# Moulin de la Lande du Crac'h
Le moulin de la Lande du Crac'h est situé à Perros-Guirec en France.

## Localisation
Le moulin est situé sur la commune de Perros-Guirec dans le bourg de La Clarté en Perros-Guirec, dans le département des Côtes-d'Armor, dans la région Bretagne.

## Description
Le moulin date de 1727,. C'est un moulin à vent de type coquetier, appareillé en moellons à joints vifs. Sa tour, bien qu'écrêtée, est représentative d'une catégorie assez rare d'anciens moulins de cette partie de la Bretagne. Le type de mur-bahut sur encorbellement peu saillant est une mise en œuvre voisine de l'architecture militaire.

## Historique
Moulin à vent présumé du XVIIe siècle. Une statistique générale datant de 1844 signale quatre moulins à Perros-Guirec : trois moulins à eau et un moulin à vent.
Il est inscrit au titre des monuments historiques par arrêté du 27 juin 1983.

## Galerie

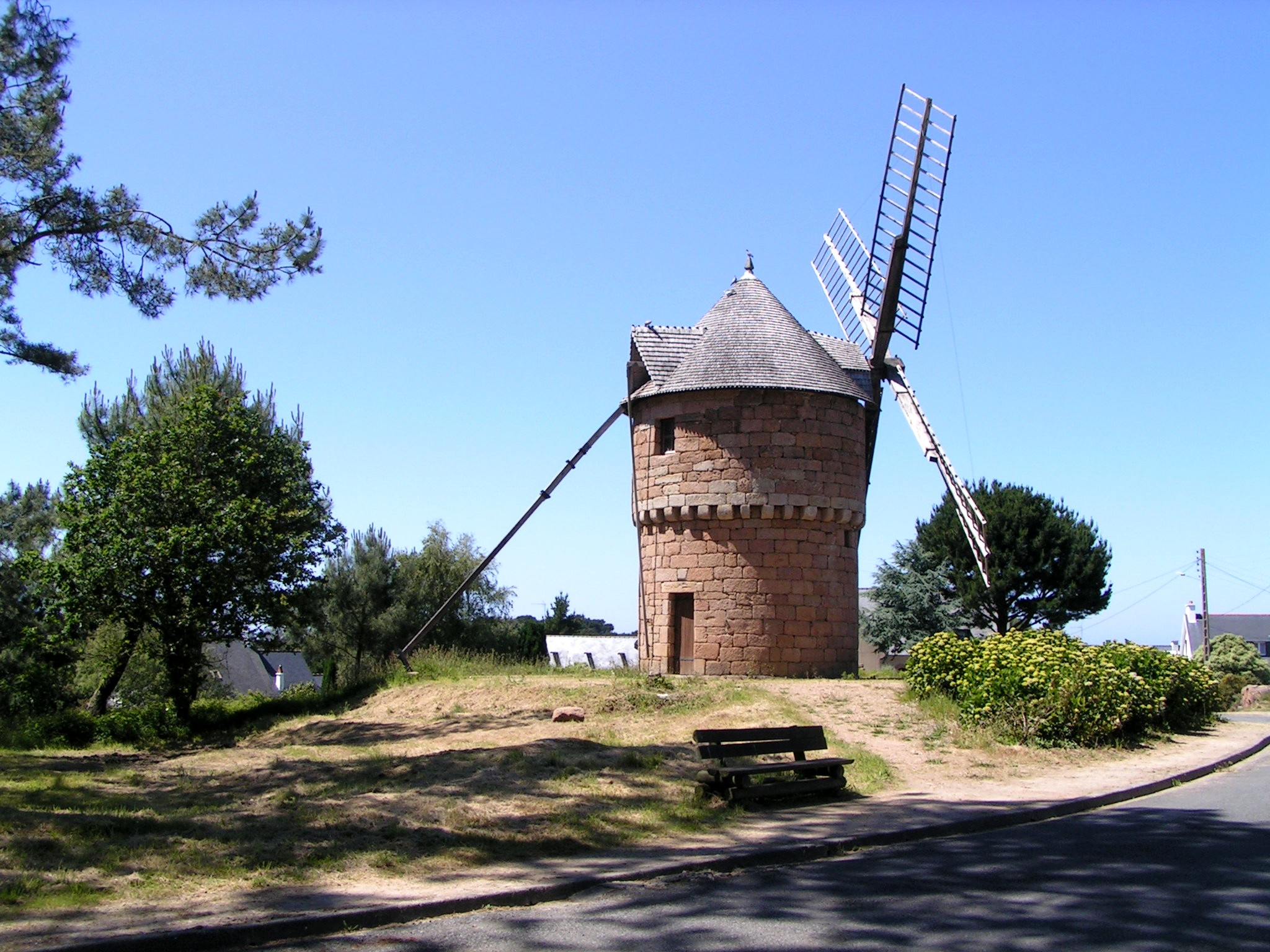
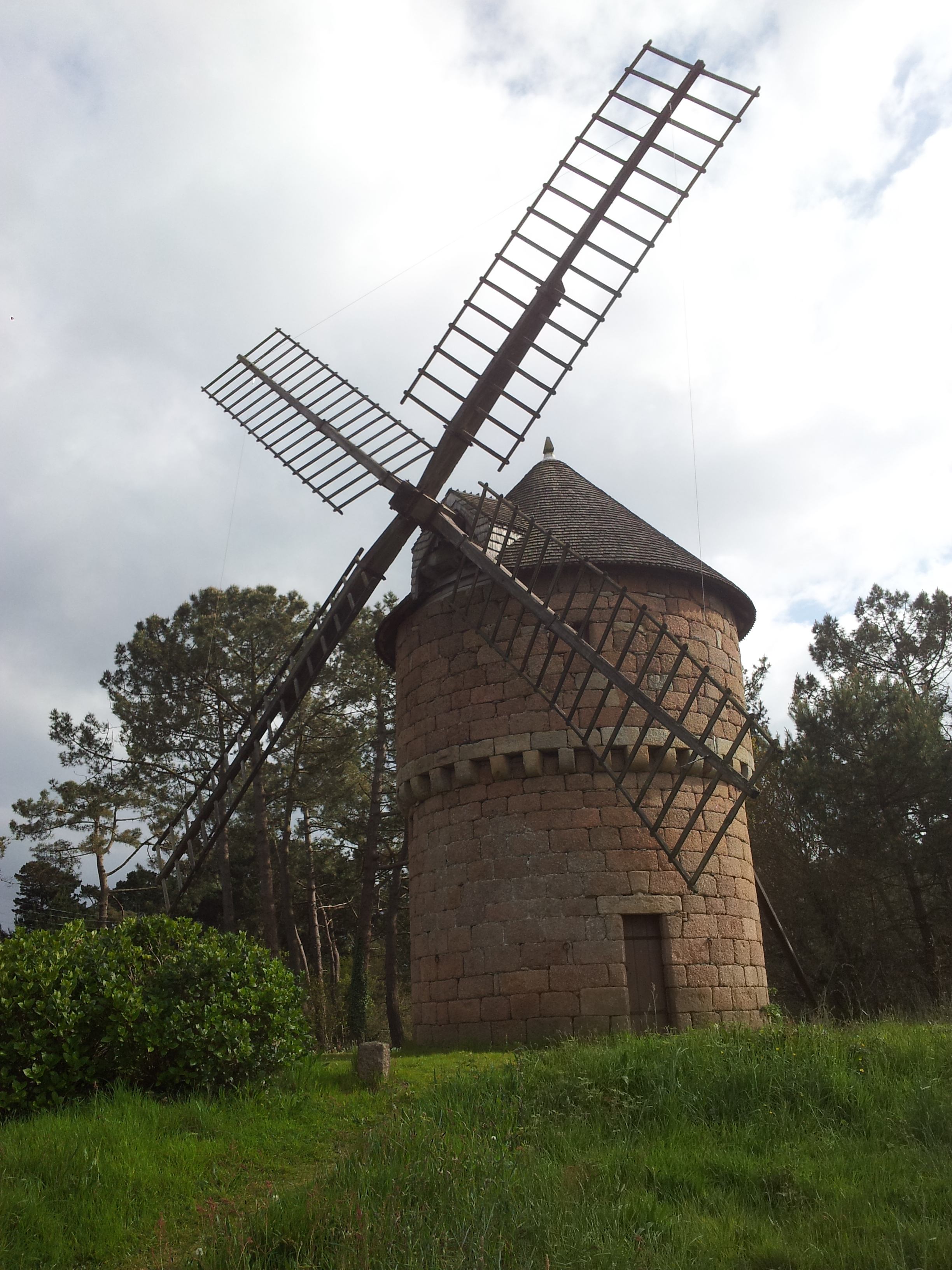
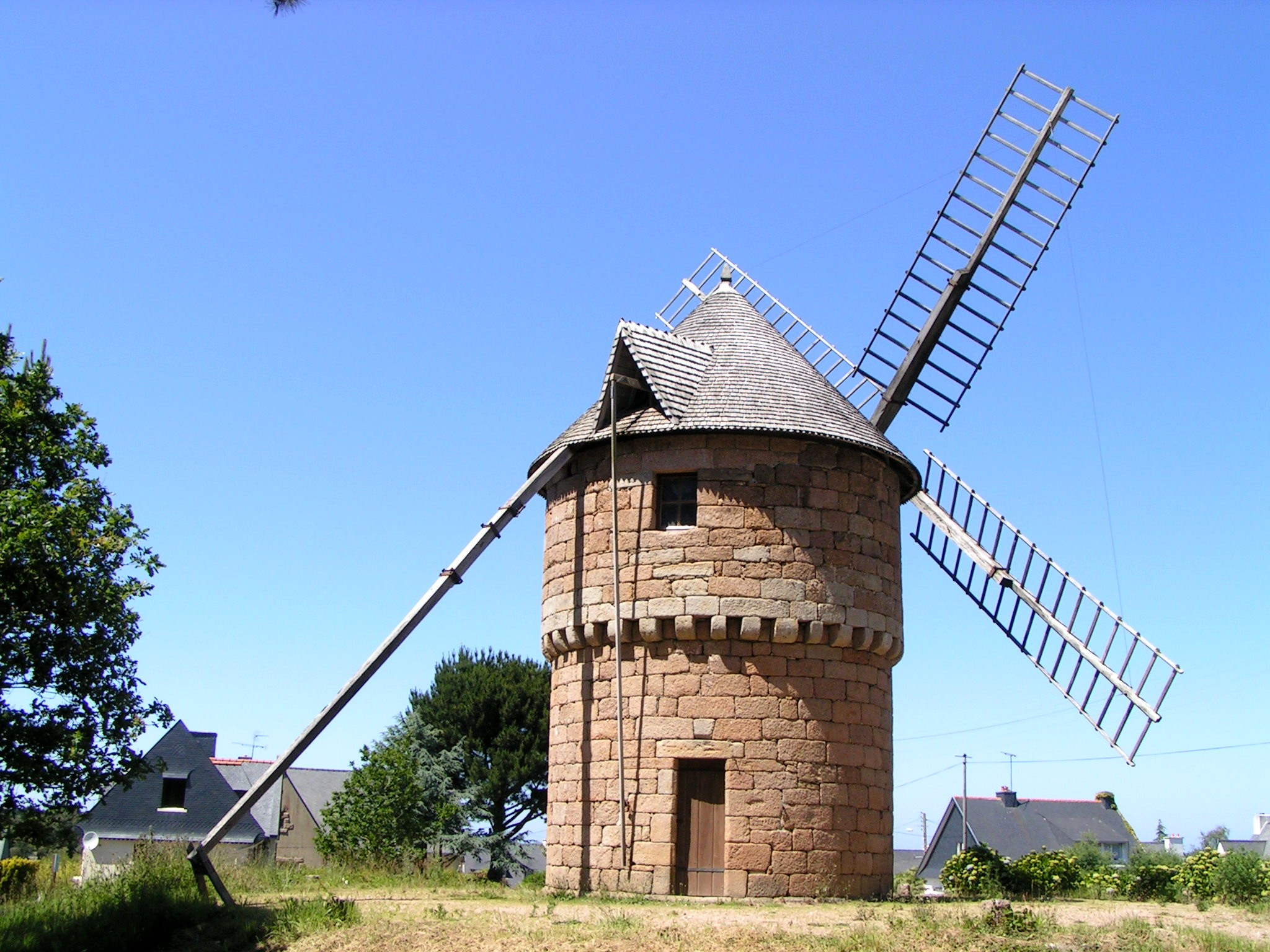